# ML (Argentinië)
ML is een historisch motorfietsmerk.
Argentijns merk dat in de jaren zeventig 100cc- en 125cc-tweetakten produceerde. Later bracht men ook een 175cc-model met Jawa-motor uit.